# Lights On
Lights On – singel brytyjskiej piosenkarki Katy B nagrany w duecie z brytyjską raperką Ms. Dynamite. Został on wydany 10 grudnia 2010 roku, zapowiadając nadchodzący debiutancki album Katy B On a Mission. Tekst utworu został napisany przez Katy B i Ms. Dynamite, natomiast za muzykę i produkcję odpowiedzialny jest Geeneus. Singel odniósł sukces w Wielkiej Brytanii, gdzie dotarł do 4. miejsca UK Singles Chart, co pozostaje jedną z najwyższych pozycji na tej liście dla obu artystek. Towarzyszący piosence teledysk wyreżyserował Johny Mourgue. Został on nakręcony w londyńskim kompleksie klubowym Vauxhall Arches.

## Lista utworów
- Digital download[5]

1. „Lights On” (Single Mix) – 3:25
2. „Lights On” (Skream Remix) – 4:03

- 12" vinyl[6]

A. „Lights On” (Skream Remix)
AA1. „Lights On” (Original)
AA2. „Lights On” (Girl Unit Remix)

## Notowania
| Lista (2010-2011)                   | Najwyższa pozycja |
| ----------------------------------- | ----------------- |
| Belgia (Ultratop 200 Flandria)      | 11                |
| Szkocja (OCC)                       | 9                 |
| Wielka Brytania (UK Singles Chart)  | 4                 |
| Wielka Brytania (UK Download Chart) | 4                 |